# Kvarteret Tallarna

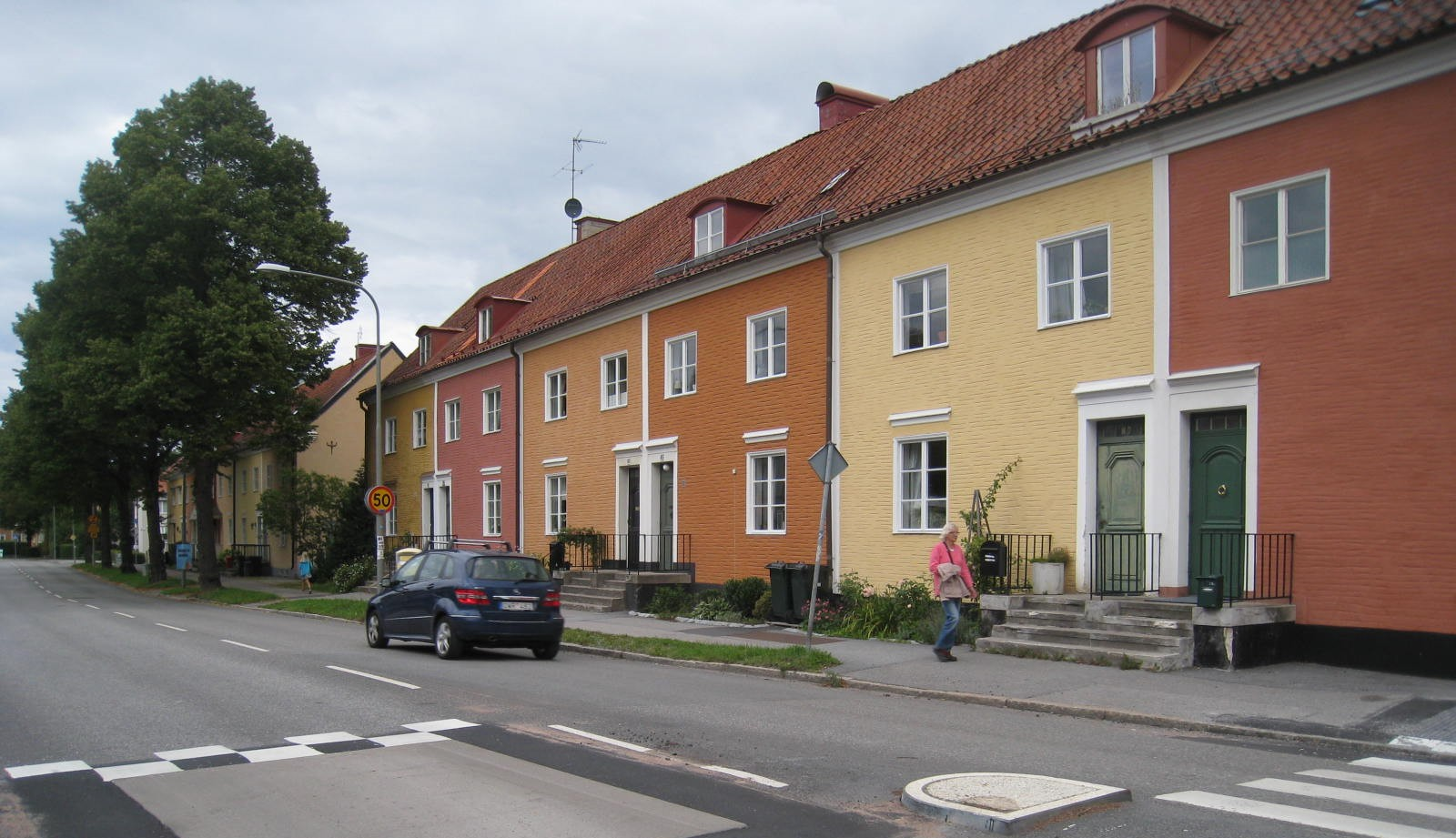
Kvarteret Tallarna i Äppelviken vid Alviksvägen 79-89.

Kvarteret Tallarna är ett bostadskvarter, som består av 12 radhus i två längor på Alviksvägen 67-89 i Äppelviken i Bromma i västra Stockholm. Radhusen ligger utefter Alviksvägen mellan Poppelvägen och Klövervägen helt nära Klövervägens spårvagnshållplats på Nockebybanans linje. Radhusen byggdes 1921 och arkitekt var Carl Åkerblad.
Kvarteret Tallarna omges av Alviksvägen, Poppelvägen, Korsvägen och Klövervägen. Husen har inga förgårdar utan entrétrappor leder direkt från trottoaren till husens entréer. På baksidorna har radhusen långsmala trädgårdstäppor med planteringar och träaltaner. Kvarteret utefter Alviksvägen består av två radhuslängor om två våningar. De är byggda i 1920-talsklassicistisk stil. På 1920-talet, då nordisk klassicism var rådande, hade de putsade fasaderna ofta mättade färger i gult, grågrönt eller rödbrunt av jordfärgerna ockra, terra eller umbra. Listverken utfördes brutet vita. De ljusa oljefärgerna gav sin prägel åt villabebyggelsen. Träpaneler målades med linoljefärger, gärna i mättade klara kulörer som gult, rött, tegelrött, rödbrunt, rosa eller grönt. Radhusen ligger parallellt med Nockebybanan och Alviksvägen, som kantas av träd. 

## Bilder
Kvarteret Tallarna, Äppelviken, Alviksvägen 67-89, Äppelviken, byggdes 1921.

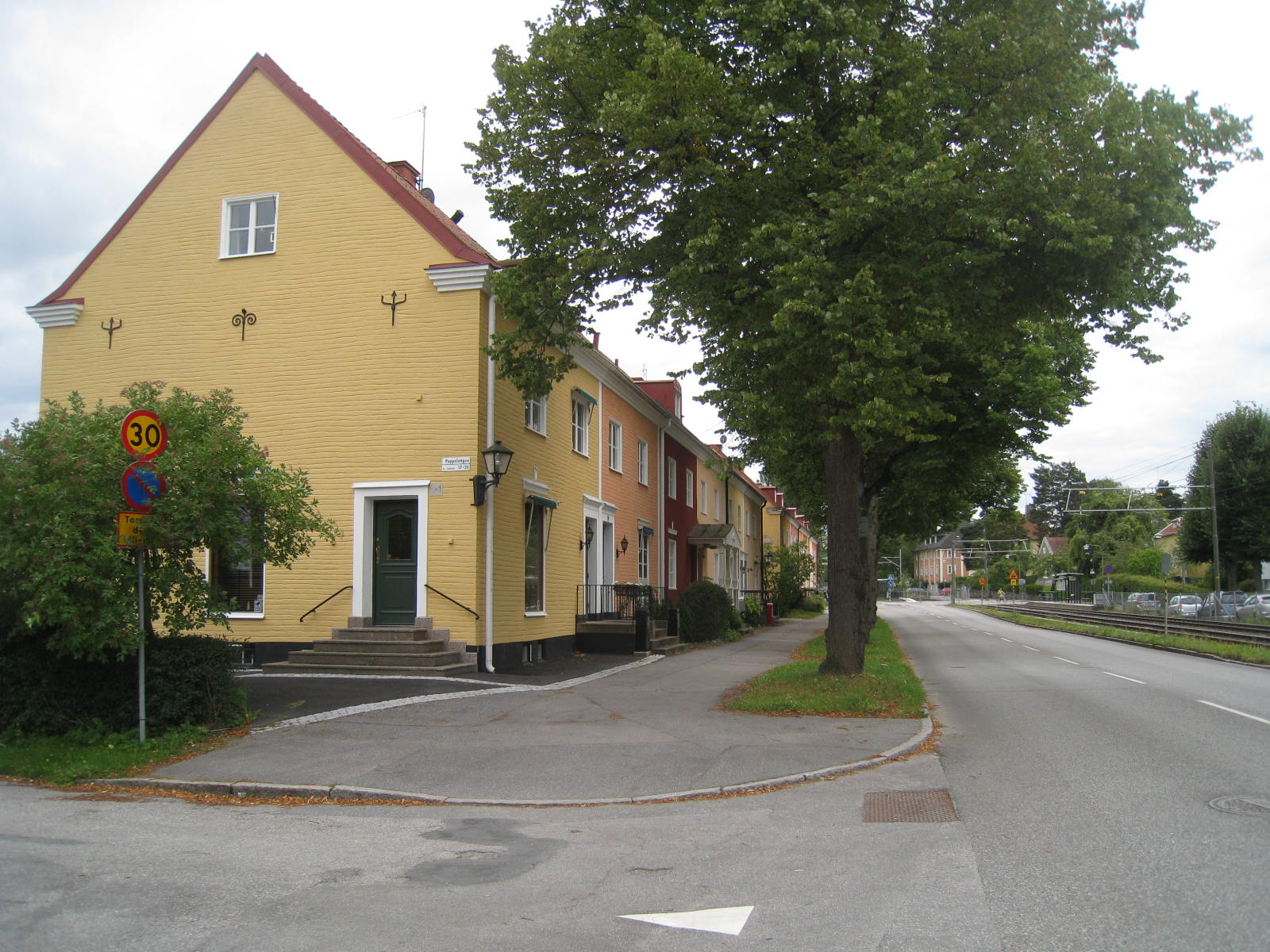
Alviksvägen 67 vid korsningen Poppelvägen.
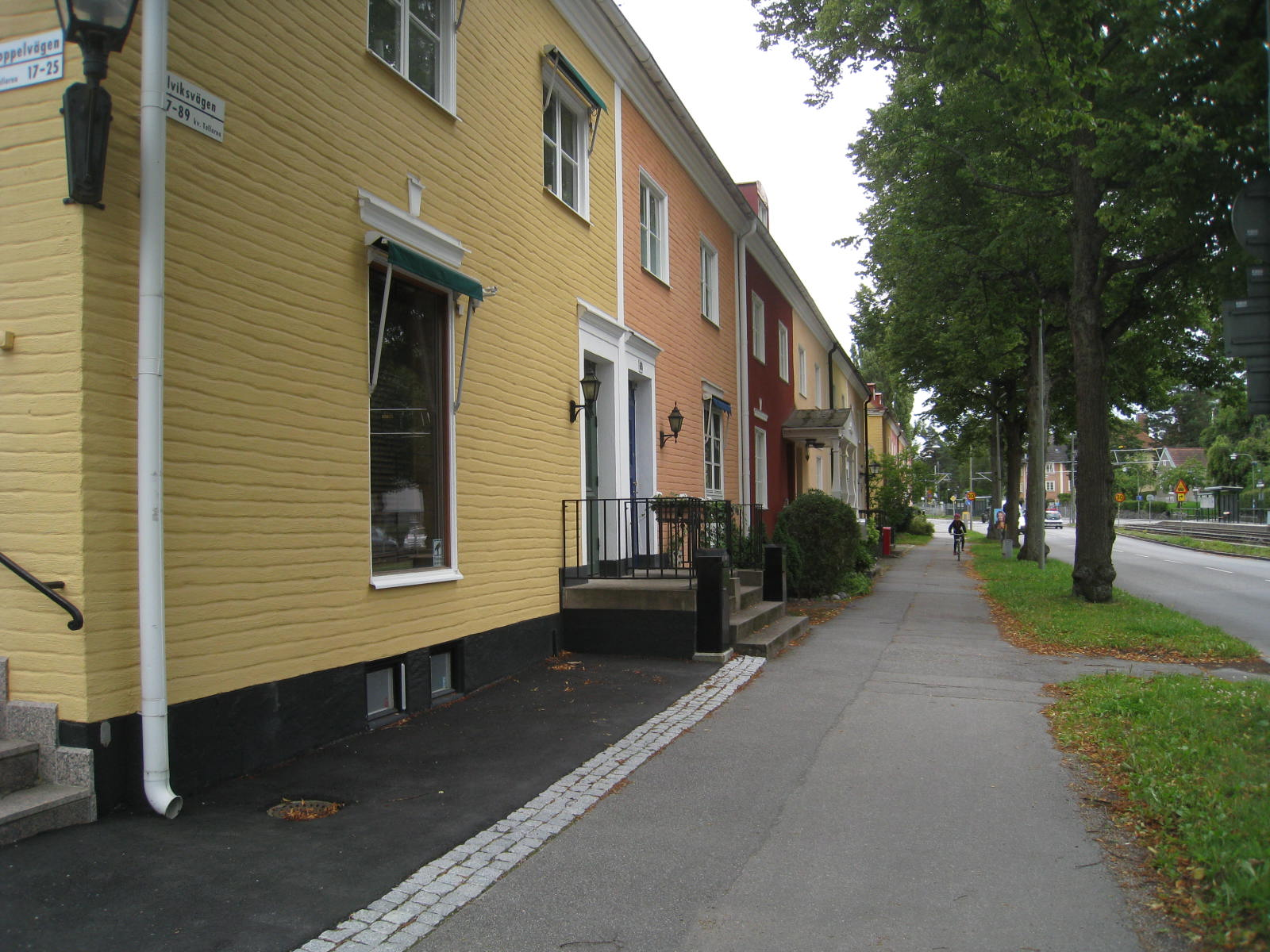
Alviksvägen 67, vägen kantas av träd.
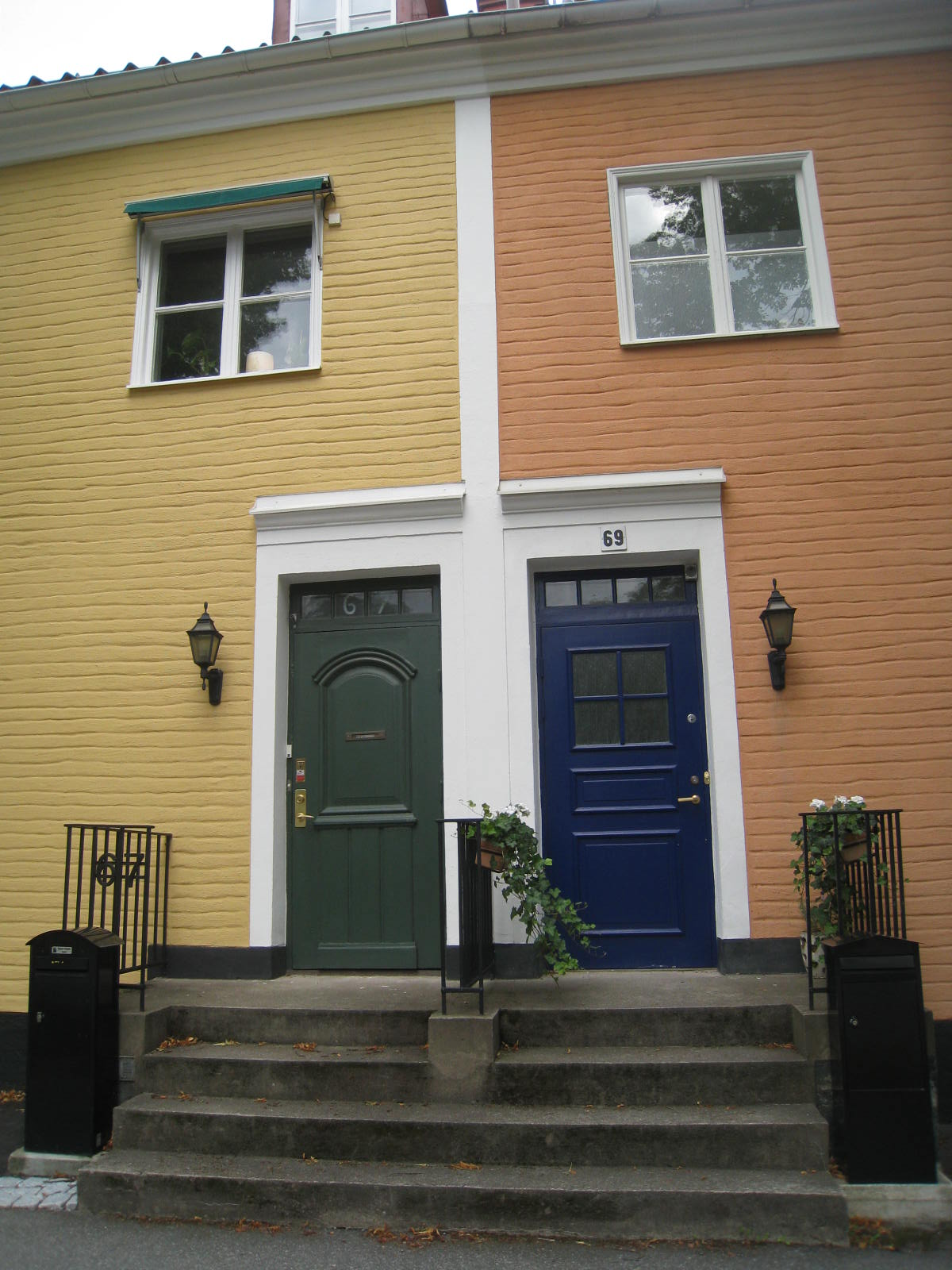
Alviksvägen 67-69.
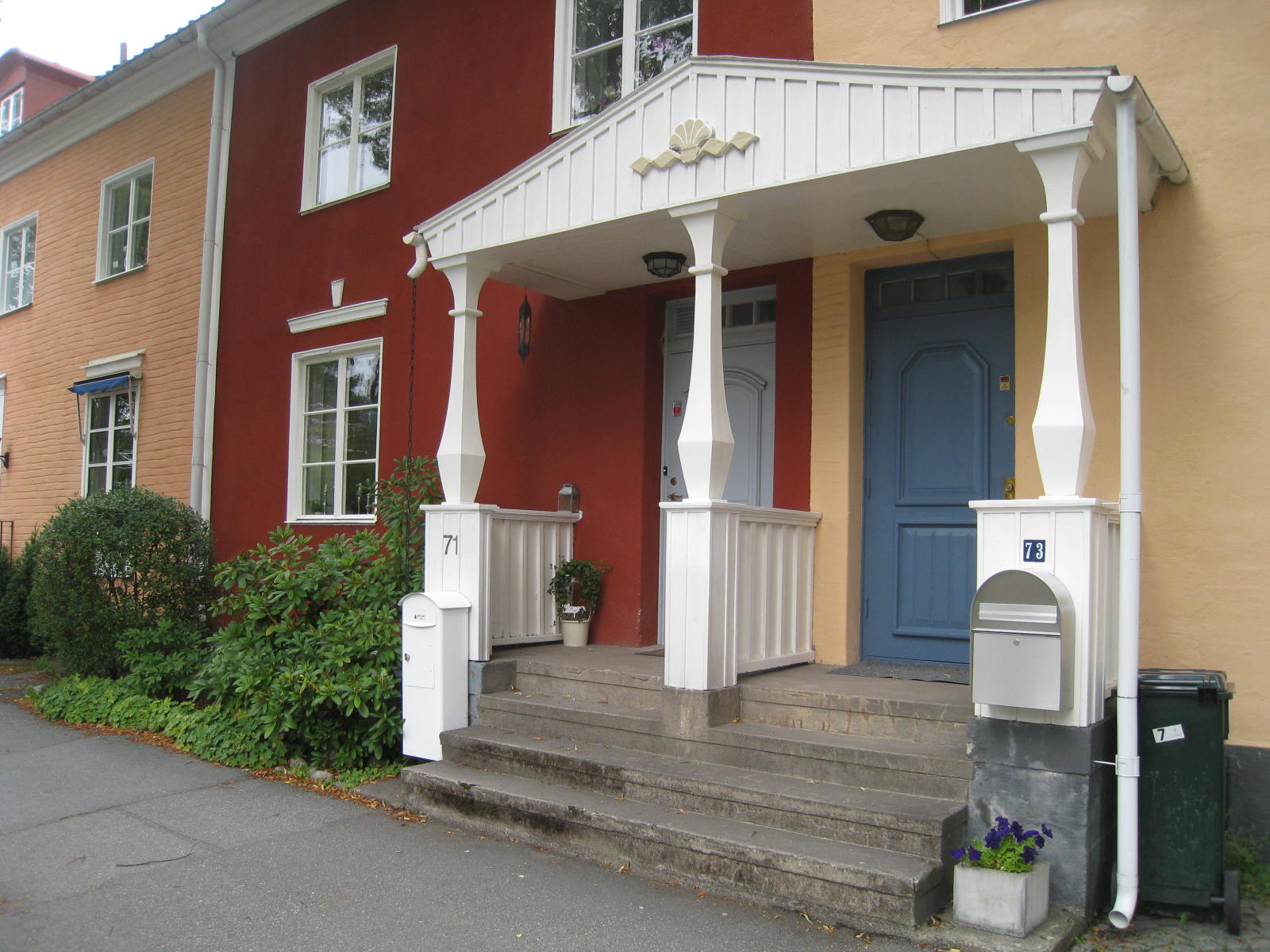
Alviksvägen 71-73.
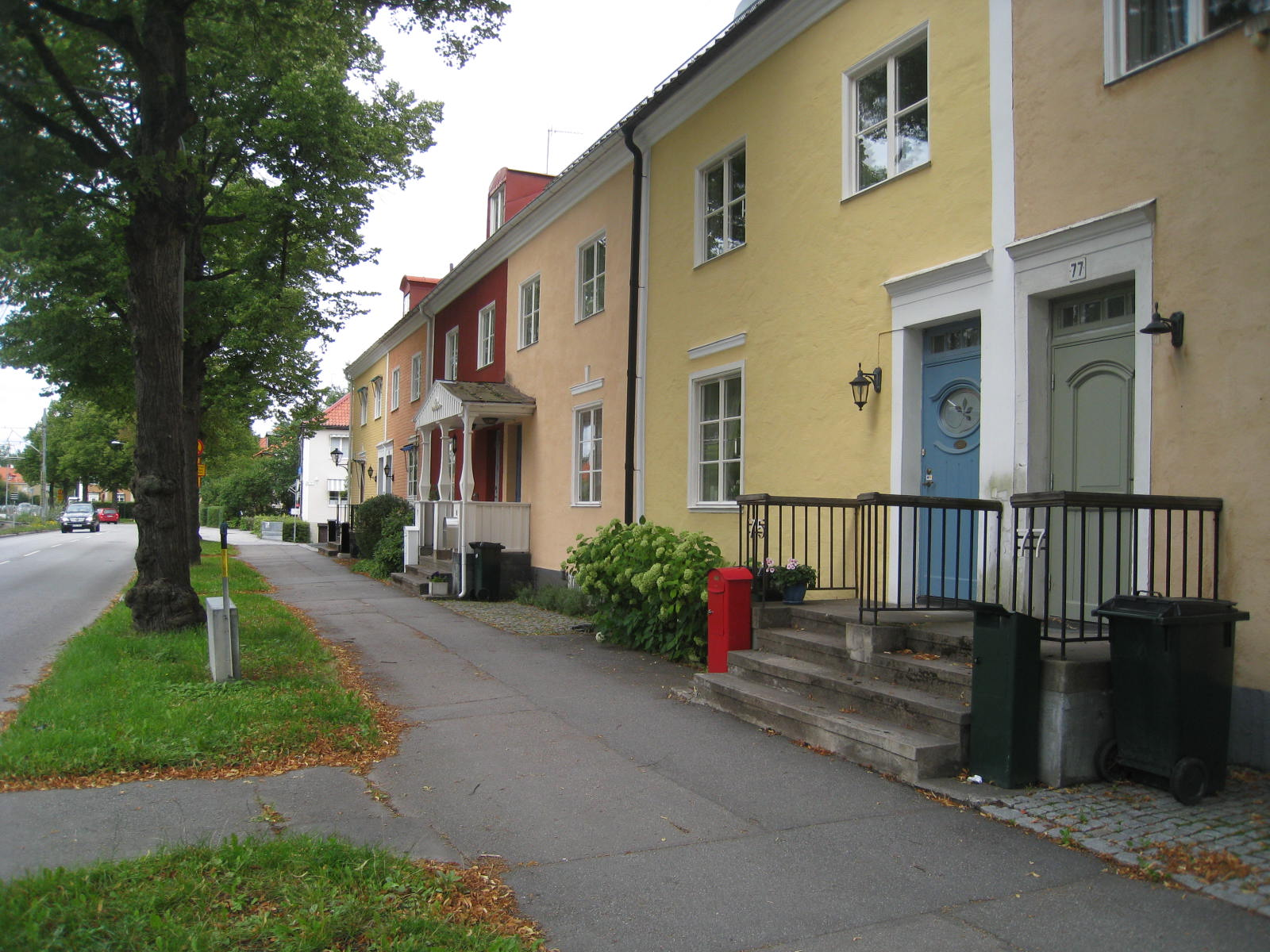
Alviksvägen 75-77.
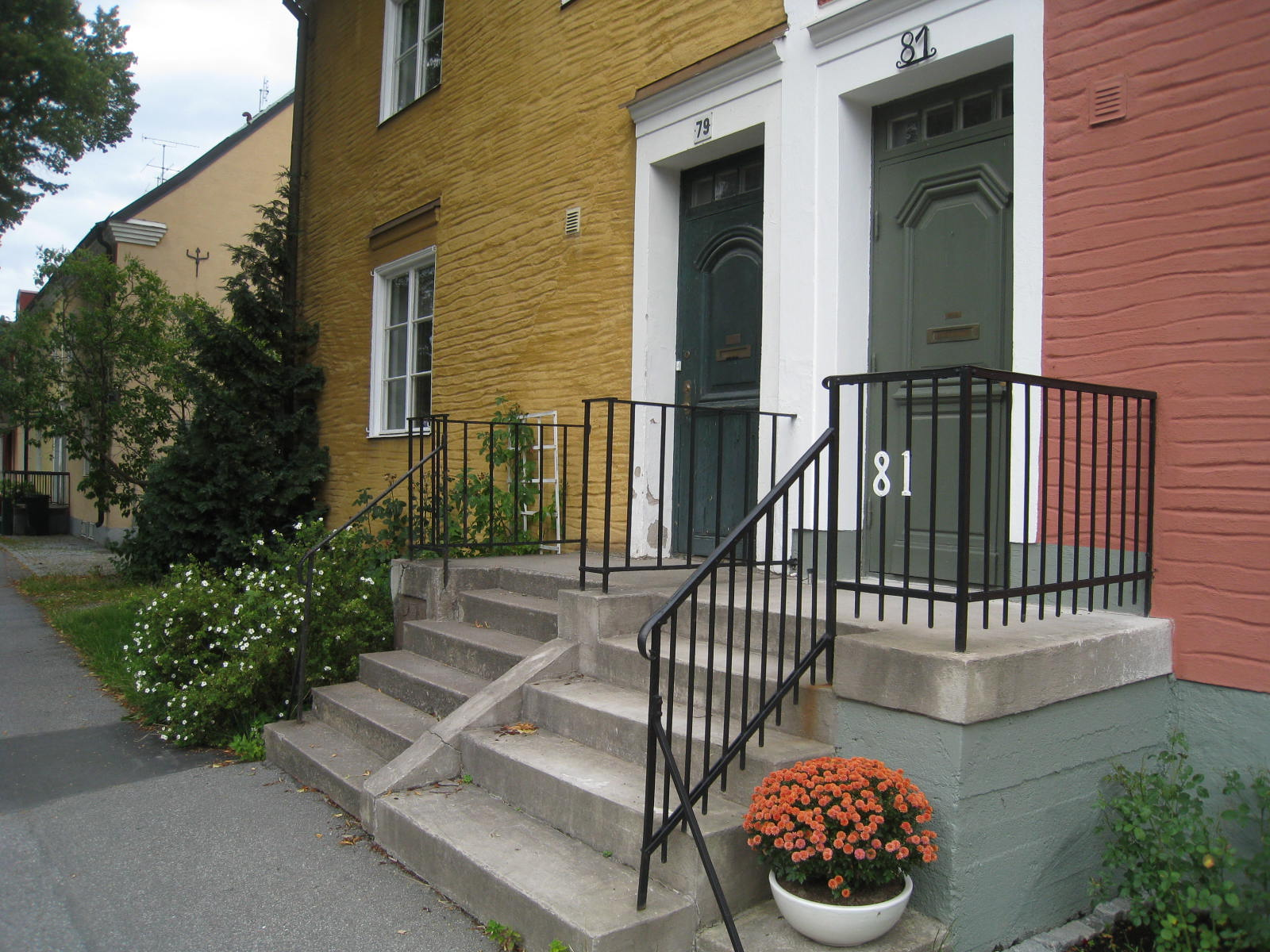
Alviksvägen 79-81.
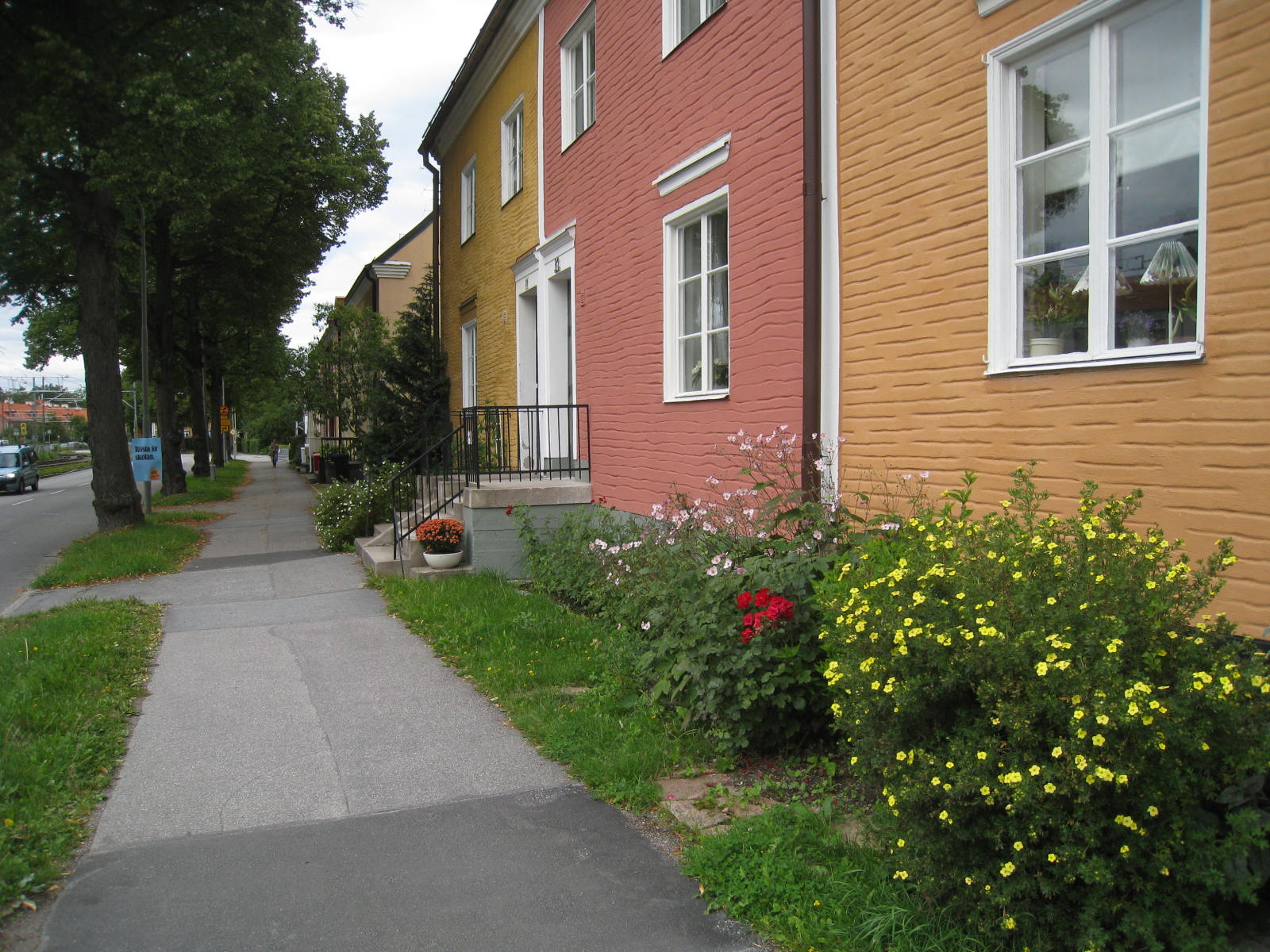
Alviksvägen 79-81.
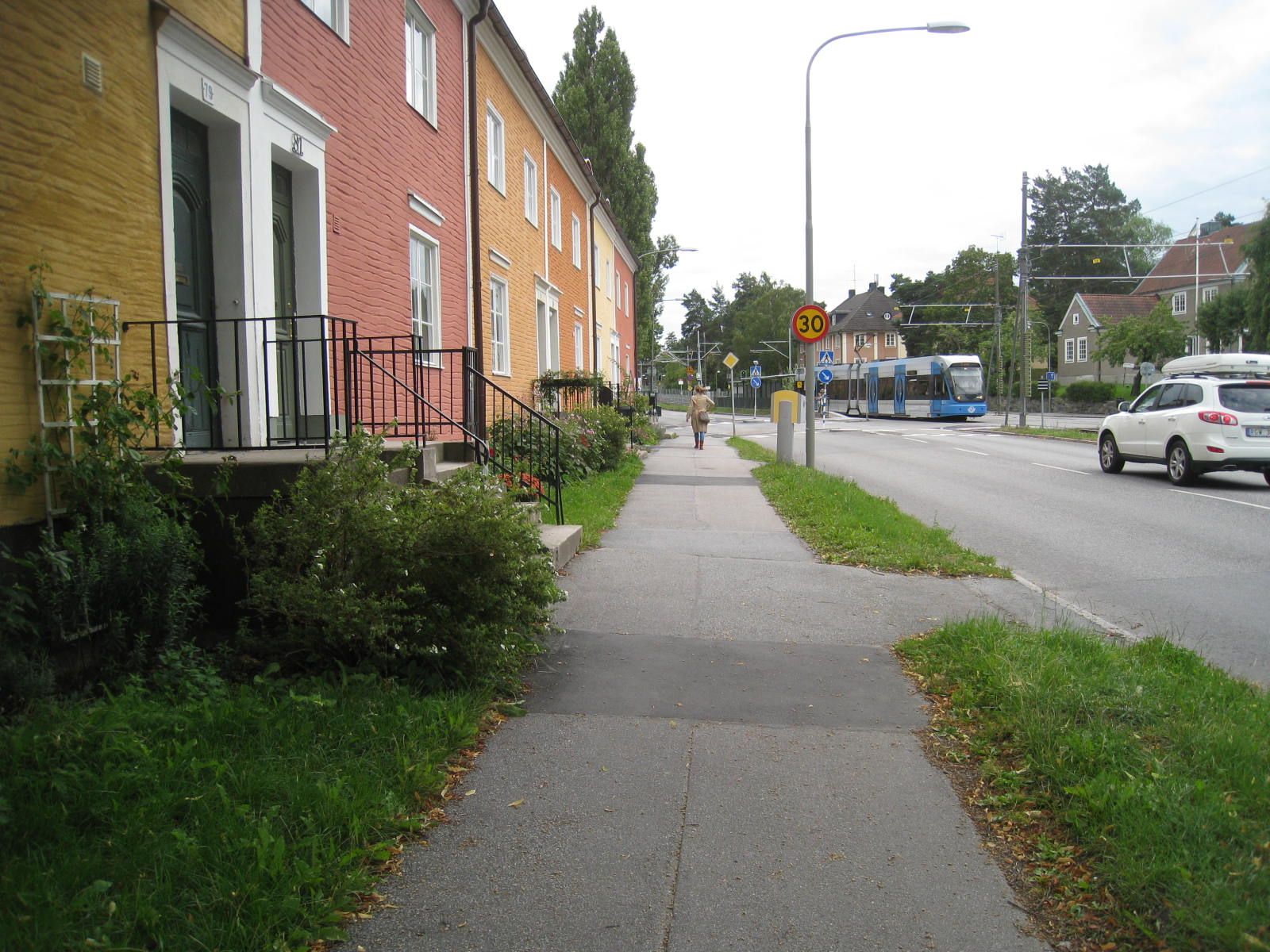
Alviksvägen 79-89, observera spårvagnen.
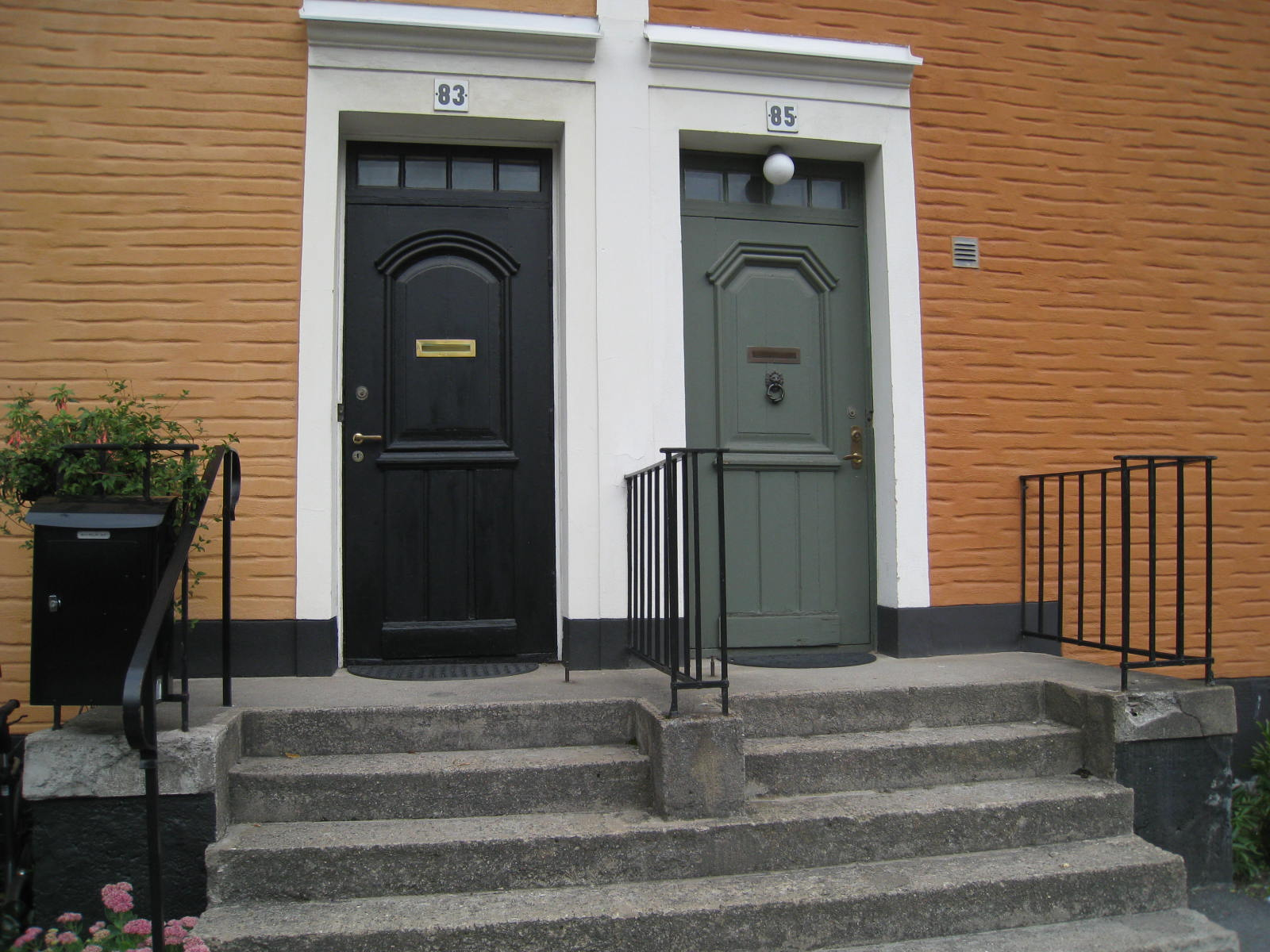
Alviksvägen 83-85, entrétrappan leder direkt till entrédörren.
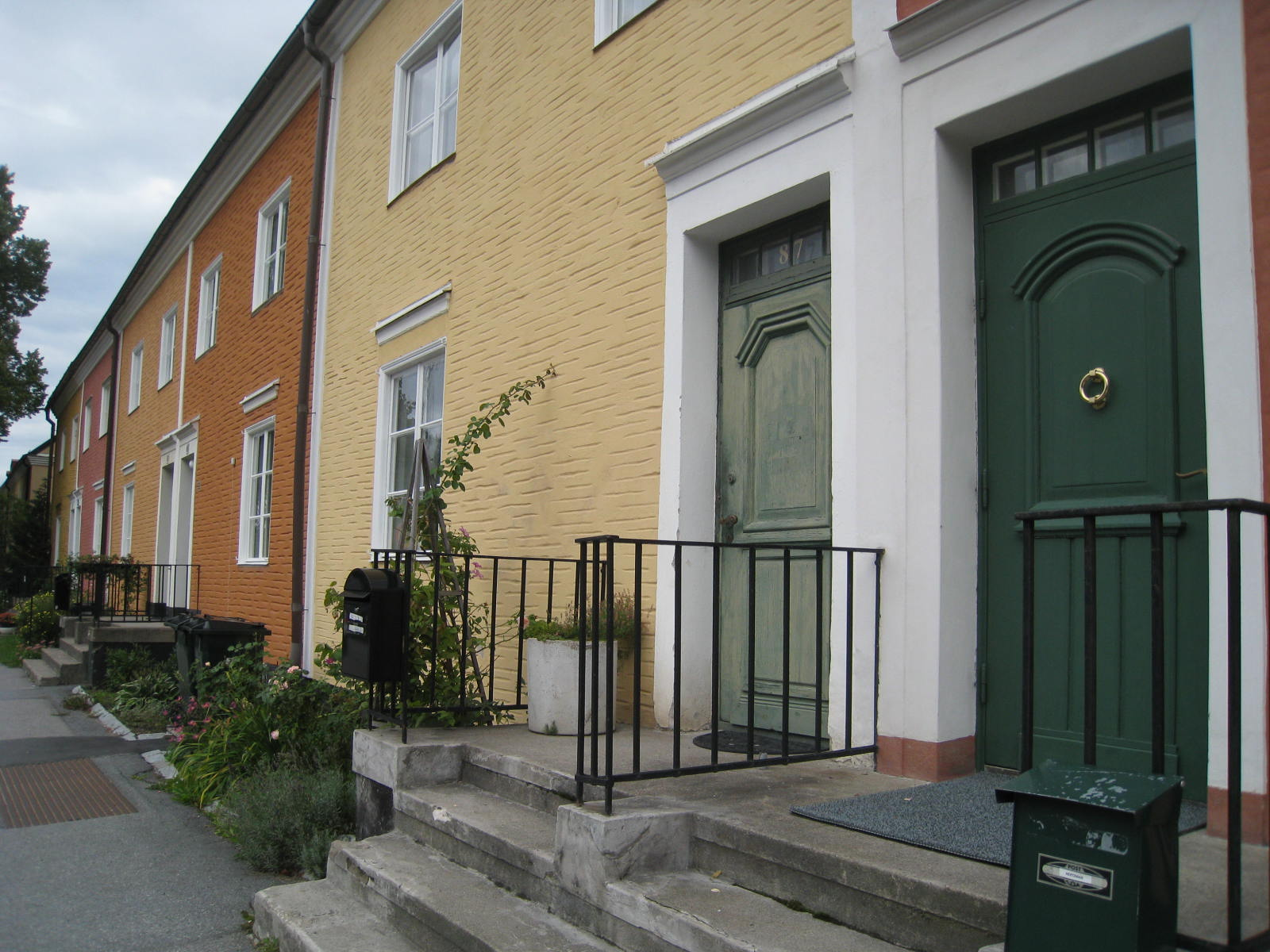
Alviksvägen 87.